# Santi Giorgio e Martiri Inglesi
Santi Giorgio e Martiri Inglesi, även benämnd San Giorgio Maggiore nell'Istituto Mater Dei och San Giorgio e Martiri Inglesi nell'Istituto Mater Dei, är en kyrkobyggnad i Rom, helgad åt den helige George och Englands martyrer. Kyrkan är belägen vid Via di San Sebastianello i Rione Campo Marzio och tillhör församlingen Sant'Andrea delle Fratte.
Santi Giorgio e Martiri Inglesi är en av Englands nationskyrkor i Rom. Kyrkan förestås av kongregationen Poor Servants of the Mother of God, grundad av Frances Margaret Taylor (1832–1900; vördnadsvärd 2014).

## Beskrivning
Kyrkan konsekrerades år 1887. En ombyggnad ägde rum år 1908 under ledning av arkitekten Carlo Busiri Vici. Kyrkans ingångsportal har en tympanon med Kristusmonogrammet IHS i mosaik. Högaltaret i vit marmor härstammar från den rivna kyrkan Santa Teresa alle Quattro Fontane; Antonio Federico Caiola hävdar att det dock kan röra sig om San Caio eller Santissima Incarnazione del Verbo Divino. Högaltarmålningen är ett verk av Cesare Dies och föreställer de heliga Gregorius den store, George och Helena.
Altaret i höger sidokapell kommer från den rivna kyrkan Sant'Elisabetta dei Fornari; altarmålningen Bebådelsen är utförd av Cesare Dies. I det vänstra sidokapellet återfinns fresken Regina Prophetarum, en kopia av en fresk från Priscillas katakomber. Interiören är i övrigt freskmålad av Eugenio Cisterna.
Regina Prophetarum firas liturgiskt den 27 januari.